# Deutzen
Deutzen – dzielnica gminy Neukieritzsch w Niemczech, w kraju związkowym Saksonia, w okręgu administracyjnym Lipsk, w powiecie Lipsk (do 31 lipca 2008 w powiecie Leipziger Land). Do 31 grudnia 2010 gmina należała do wspólnoty administracyjnej Regis-Breitingen.